# Goo-Sekgweng
Goo-Sekgweng é uma vila localizada no Distrito Central em Botswana. Possuía, em 2011, uma população estimada de 563 habitantes.